# Claudia Peter (Germanistin)
Claudia Peter (* 20. Jahrhundert in Stuttgart) ist eine deutsche Germanistin, Kunsthistorikerin und Dozentin sowie Journalistin und Autorin. Seit Anfang der 1990er Jahre lebt und arbeitet sie an der Costa Blanca in Spanien.

## Leben
Claudia Peter studierte an der Universität Stuttgart Germanistik und Kunstgeschichte und schloss mit dem M. A. ab. Nebenher arbeitete sie als Journalistin im Kulturressort der Stuttgarter Nachrichten und war museumspädagogisch an der Staatsgalerie Stuttgart tätig. 1990 zog sie an die spanische Mittelmeerküste und ließ sich in der spanischen Provinz Alicante nieder. Sie arbeitete als Kunsthistorikerin, nahm Übersetzungen vor und war journalistisch tätig. So war sie u. a. vier Jahre Chefredakteurin der regionalen deutschsprachigen Wochenzeitung Küstenmagazin, die sich vor allem an den relativ hohen Anteil von deutschsprachigen Bewohnern der Costa Blanca wendete.
Seit 1999 ist Peter als Dozentin an der Universität Alicante tätig und lehrt dort an der Fakultät für Philosophie und Literatur im Fachbereich Traduccion e Interpretacion (deutsch ‚Übersetzen und Dolmetschen‘). Außerdem ist sie seit 2001 als Dozentin und Tutorin für Deutsch als Fremdsprache (DaF) an Spaniens Nationaler Fernuniversität – der Universidad Nacional de Educación a Distancia (UNED) – an deren regionalen Studienzentrum in Dénia (UNED DENIA) tätig. Zudem ist sie seit 2005 Koordinatorin des Hochschulsprachenzentrums CUID in Dénia.
Darüber hinaus engagiert Peter sich in der Aus- und Fortbildung von Deutschlehrern und Übersetzern in Spanien und ist beim Deutschsprachigen Kulturkreis in Dénia sowie beim Senioren-Bildungsprogramm UNED SENIOR DÉNIA aktiv.
Peter publiziert in deutscher und in spanischer Sprache. Sie übersetzte u. a. kunsthistorische Fachtexte, Interviews und Gedichte, veröffentlichte mehrere Kunstführer und Ausstellungskataloge und schrieb eine Biografie über den deutschen Konstruktivismus-Künstler Hans Dieter Zingraff, der seit 1972 in Dénia lebt. Außerdem veröffentlichte sie mehrere Lehr- und Lernbücher im Bereich Deutsch als Fremdsprache (DaF), wie einen DaF-Comic, ein DaF-Lehrerhandbuch, didaktisches Material und zuletzt DaF-Romane (Deutschlern-Lektüren A1, A2, B1 und B2).

## Veröffentlichungen

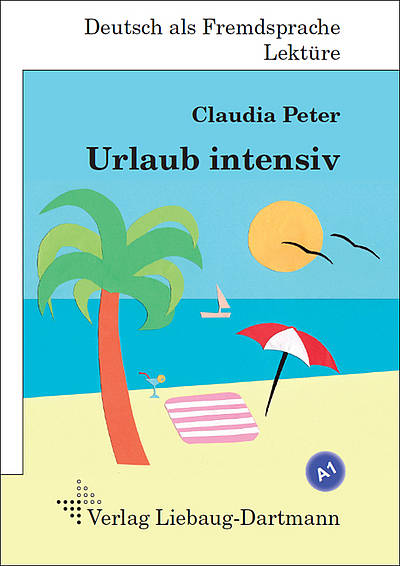
Cover des 2013 erschienenen DaF-Romans Urlaub Intensiv

- Zingraff. De la raó a l’emoció (= Centre Cultural d’Alcoi, Band 139). Centre Cultural d’Alcoi, Alcoi (Spanien) 1997 (spanisch; Illustrationen: Hans Dieter Zingraff).
- zusammen mit Wenceslao Rambla Zaragoza: Antoni Miró. Berührung des Unantastbaren. Ausstellung Februar, März, April 1997, Galerie Palais Munck, Karlsruhe. Asociación de Germanistas de Andalucia (AGA), Cadíz (Spanien) 1997, ISBN 84-89792-01-1 (deutsch, spanisch, katalanisch; Ausstellungskatalog; Illustrationen: Antoni Miró).
- Journalistische Texte als Korpus linguistischer Untersuchungen. In: Dianium. Revista universitaria de ciencias y humanidades. Nr. 7, 2003, ISSN 1130-8567, S. 139–152 (Hrsg.: Universidad Nacional de Educación a Distancia (UNED), Centro Asociado UNED Dénia (Spanien) 2003).
- Motivation durch Comics. In: MagaZin – Material für DaF. Nr. 7, 2003, ISSN 1136-453X (Hrsg.: Asociación de Germanistas de Andalucia (AGA), Cadíz (Spanien) 2003).
- Prim@ 1. Curso a Distancia Multimedia por Internet de Alemán para Extranjeros. Libro del Profesor. Universidad Nacional de Educación a Distancia (UNED), Madrid 2004, ISBN 84-362-2651-8 (spanisch).
- Hans Dieter Zingraff. Centre Cultural d’Alcoi, Alcoi (Spanien) 2005, ISBN 84-95614-58-8 (deutsch, spanisch; Biografie, Illustrationen: Hans Dieter Zingraff).
- Urlaub intensiv. Roman mit Übungen – für Jugendliche und Erwachsene. Deutsch lesen und lernen. 1. Auflage. Verlag Liebaug-Dartmann, Meckenheim 2013, ISBN 978-3-922989-83-7.
- Testament mit Hund. Roman mit Übungen – für Jugendliche und Erwachsene. Deutsch lesen und lernen. 1. Auflage. Verlag Liebaug-Dartmann, Meckenheim 2013, ISBN 978-3-922989-84-4.
- Der ideale Moment. Roman mit Übungen – für Jugendliche und Erwachsene. Deutsch lesen und lernen. 1. Auflage. Verlag Liebaug-Dartmann, Meckenheim 2014, ISBN 978-3-922989-85-1.
- Der Sonntag des Schreckens. Roman mit Übungen – für Jugendliche und Erwachsene. Deutsch lesen und lernen. 1. Auflage. Verlag Liebaug-Dartmann, Meckenheim 2014, ISBN 978-3-922989-86-8.
- Ist Paul noch zu retten? Roman mit Übungen – für Jugendliche und Erwachsene. Deutsch lesen und lernen. 1. Auflage. Verlag Liebaug-Dartmann, Meckenheim 2016, ISBN 978-3-922989-87-5.
- Hat Benny Glück? Roman mit Übungen – für Jugendliche und Erwachsene. Deutsch lesen und lernen. 1. Auflage. Verlag Liebaug-Dartmann, Meckenheim 2016, ISBN 978-3-922989-88-2
- Das Geheimnis des Barons. Roman mit Übungen – für Jugendliche und Erwachsene. Deutsch lesen und lernen. 1. Auflage. Verlag Liebaug-Dartmann, Meckenheim 2016, ISBN 978-3-922989-89-9
- Harry und die Stars. Roman mit Übungen – für Jugendliche und Erwachsene. Deutsch lesen und lernen. 1. Auflage. Verlag Liebaug-Dartmann, Meckenheim 2016, ISBN 978-3-922989-90-5
- Deutsch jetzt – 50 Übungen zum Deutschlernen: Öffentliches Leben. Compact Verlag, München 2016, ISBN 978-3-8174-1664-6
- Deutsch jetzt – 50 Übungen zum Deutschlernen: Gesundheit und Hygiene. Compact Verlag, München 2016, ISBN 978-3-8174-1661-5
- Deutsch jetzt – 50 Übungen zum Deutschlernen: Leben und Wohnen Compact Verlag, München 2016, ISBN 978-3-8174-1663-9
- Deutsch jetzt! (Grammatik) – Gesundheit und Hygiene: 50 Übungen zum Deutschlernen Compact Verlag, München 2016, ISBN 978-3 817417858
- Deutsch jetzt! (Grammatik) – Öffentliches Leben: 50 Übungen zum Deutschlernen Compact Verlag, München 2016, ISBN 978-3817417841
- Mörder in Berlin. Roman mit Übungen – für Jugendliche und Erwachsene. Deutsch lesen und lernen. 1. Auflage. Verlag Liebaug-Dartmann, Meckenheim 2016, ISBN 978-3-922989-92-9
- Hallo Waldtraut! Roman mit Übungen – für Jugendliche und Erwachsene. Deutsch lesen und lernen. 1. Auflage. Verlag Liebaug-Dartmann, Meckenheim 2017, ISBN 978-3-922989-96-7
- Nerd in Not. Roman mit Übungen – für Jugendliche und Erwachsene. Deutsch lesen und lernen. 1. Auflage. Verlag Liebaug-Dartmann, Meckenheim 2018, ISBN 978-3-922989-94-3
- Unter Verdacht. In: Der blutige Pfad. Deutsch B2. Circon Verlag GmbH; Auflage: 1, München 2018, ISBN 978-3-817419-88-3
- Kein falsches Wort. Roman mit Übungen – für Jugendliche und Erwachsene. Deutsch lesen und lernen. 1. Auflage. Verlag Liebaug-Dartmann, Meckenheim 2018, ISBN 978-3-922989-98-1
- Zwei Katzen in Köln. In: Zwei Katzen in Köln – Sprachwelten / 4 Kurzgeschichten Deutsch A1. Circon Verlag GmbH; Auflage: 1, München 2019, ISBN 978-3-8174-2165-7
- Quer durch Hamburg. In: Zwei Katzen in Köln – Sprachwelten / 4 Kurzgeschichten Deutsch A1. Circon Verlag GmbH; Auflage: 1, München 2019, ISBN 978-3-8174-2165-7
- Die unglaubliche Reise des Herrn Schmitt. Roman mit Übungen – für Jugendliche und Erwachsene. Deutsch lesen und lernen. 1. Auflage. Verlag Liebaug-Dartmann, Meckenheim 2021, ISBN 978-3-96425-007-0
- Ein Nachbar, Pralinen und andere Gefahren. Roman mit Übungen – für Jugendliche und Erwachsene. Deutsch lesen und lernen. 1. Auflage. Verlag Liebaug-Dartmann, Meckenheim 2023, ISBN 978-3-96425-011-7
- Im Haus nebenan. In: Im Haus nebenan - Sprachwelten / 4 Kurzgeschichten Deutsch B2. Circon Verlag GmbH; Auflage: 1, München 2025, ISBN 978-381744741-1
- (K)ein Wort zu viel. In: Im Haus nebenan - Sprachwelten / 4 Kurzgeschichten Deutsch B2. Circon Verlag GmbH; Auflage: 1, München 2025, ISBN 978-381744741-1

## Übersetzungen
- Übersetzungen aus dem Englischen, von verschiedenen Buchbeiträgen in:  Maurice Tuchman, Judi Freeman (Hrsg.): Das Geistige in der Kunst. Abstrakte Malerei 1890–1985. Verlag Urachhaus, Stuttgart 1988, ISBN 3-87838-561-7, S. 219–237, 297–311.
- Übersetzung aus dem Niederländischen: Germain Droogenbroodt: Gespräch mit dem Jenseits. Gedichte. Editiones La Alteana, Altea (Spanien) 1997, OCLC 71682513.
- Übersetzung aus dem Spanischen, von zwei verschiedenen Buchbeiträgen in: Alexander von Humboldt: Politischer Essay über die Insel Kuba. Herausgegeben und neu übersetzt von Irene Prüfer Leske. Editorial Club Universitario (ECU), San Vincente/Alicante (Spanien) 2002, ISBN 84-8454-202-5, S. 15–28 und 29–48.